# CONFORMA
Conforma - Associazione organismi certificazione ispezione prove taratura - è un'associazione italiana di organismi di certificazione e di ispezione e di laboratori di prova e taratura con sede a Milano e che raccoglie 30 soci.
È stata fondata nel 2012.
Conforma è una associazione senza fini di lucro e intende promuovere la valutazione della conformità di prodotti, servizi e sistemi di gestione. Si pone anche come obiettivo quello della promozione del sistema italiano di accreditamento in collaborazione con Accredia.

## Gruppi di lavoro
L'attività dell'associazione Conforma si volge attraverso gruppi di lavoro con i quali, attraverso la partecipazione dei rappresentanti dei soci, vengono affrontati temi relativi alle attività di certificazione, ispezione e prove in particolare in alcune macro-aree:
- Costruzioni;
- Ambiente e Sicurezza;
- Agroalimentare;
- Servizi;
- Laboratori;
- Industria.

I gruppi di lavoro, oltre ad organizzare seminari, convegni e gruppi di interesse finalizzati alla promozione del ruolo degli organismi di valutazione della conformità, volti ad accelerare il processo di sensibilizzazione sulle tematiche di interesse, elaborano e mettono a punto documenti e position paper, rivolti agli stakeholder dell'attività dei soci e volti anche all'interpretazione delle norme tecniche e alla definizione delle modalità di attuazione dei requisiti delle norme stesse.
Conforma pubblica i documenti redatti dai gruppi di lavoro con il nome di quaderni. Il primo di essi (pubblicato nel 2013) è la guida all'applicazione del Regolamento prodotti da Costruzione ed il secondo (settembre 2015), quello relativo all’applicazione della norma UNI EN 1090, sempre legata al mondo delle costruzioni.
Nel novembre del 2015 e nel maggio del 2016 Conforma ha realizzato rispettivamente una Linea Guida applicativa sulla norma UNI EN ISO 9001:2015 ed una relativa alla UNI EN ISO 14001:2015, sia in lingua italiana che in lingua inglese. Entrambe sono state riconosciute da UNI, che ha collaborato alla stesura e pubblicate con il logo dei due enti. Esse forniscono alle organizzazioni interessate una interpretazione dei nuovi requisiti introdotti dall’edizione 2015 delle due norme e costituiscono uno strumento utile per la valutazione della conformità, ma anche dell’efficacia dei sistemi di gestione per la qualità e l’ambiente anche in termini di uniformità di giudizio dei valutatori degli Organismi di Certificazione.
Negli anni successivi sono stati altresì redatti e pubblicati i seguenti quaderni:
- Linea Guida Applicativa del documento MD 05:2015 (dicembre 2016)
- Linea Guida Applicativa della norma UNI CEI ISO/IEC 17021-1:2015 (dicembre 2016)
- Industria 4.0 Guida Pratica all’attestazione di conformità (luglio 2017 – con la collaborazione di Confartigianato)
- Linea Guida Applicativa della UNI EN ISO 37001:2016 (giugno 2018 – con la collaborazione di UNI)
- Guida pratica alla Direttiva 2014/34/UE – ATEX (ottobre 2018)
- La certificazione nel settore agroalimentare (aprile 2021)

## Soci
Sono Soci di Conforma:
- AGROQUALITÀ S.p.A.
- AICQ SICEV S.r.l.
- ASACERT S.r.l.
- CCPB S.r.l.
- CERTIQUALITY S.r.l.
- CONTECO Check S.r.l.
- CSI S.p.A.
- CSQA CERTIFICAZIONI S.r.l.
- DEKRA TESTING AND CERTIFICATION S.r.l.
- DNV BUSINESS ASSURANCE ITALY S.r.l.
- ECO CERTIFICAZIONI SpA
- EUROFINS - MODULO UNO S.r.l.
- EUROFINS - PRODUCT TESTING ITALY S.r.l.
- ICIM S.p.A.
- ICMQ S.p.A.
- IGQ
- IMQ SpA
- INARCHECK S.r.l.
- ISTITUTO ITALIANO DEI PLASTICI S.r.l.
- INOQ - Istituto Nord Ovest Qualità Soc. Coop.
- McJ S.r.l.
- NO GAP Controls S.r.l.
- OMECO S.r.l.
- Progetto Costruzione Qualità PCQ S.r.l.
- RINA CHECK S.r.l.
- RINA SERVICES S.p.A.
- SGS ITALIA S.p.A.
- Tecnolab del Lago Maggiore S.r.l.
- UL INTERNATIONAL ITALIA S.r.l.
- VALORITALIA S.r.l.